# Osso Vaidoso
Osso Vaidoso é um projeto musical de rock alternativo constituído pela cantora Ana Deus (que já pertenceu aos grupos Ban e Três Tristes Tigres) e pelo guitarrista Alexandre Soares (antigo membro dos GNR e Três Tristes Tigres).
Lançaram o primeiro álbum, Animal, em 2011, pela editora Optimus Discos.